# 奧基柳山
10°18′20″S 76°57′55″W / 10.30556°S 76.96528°W

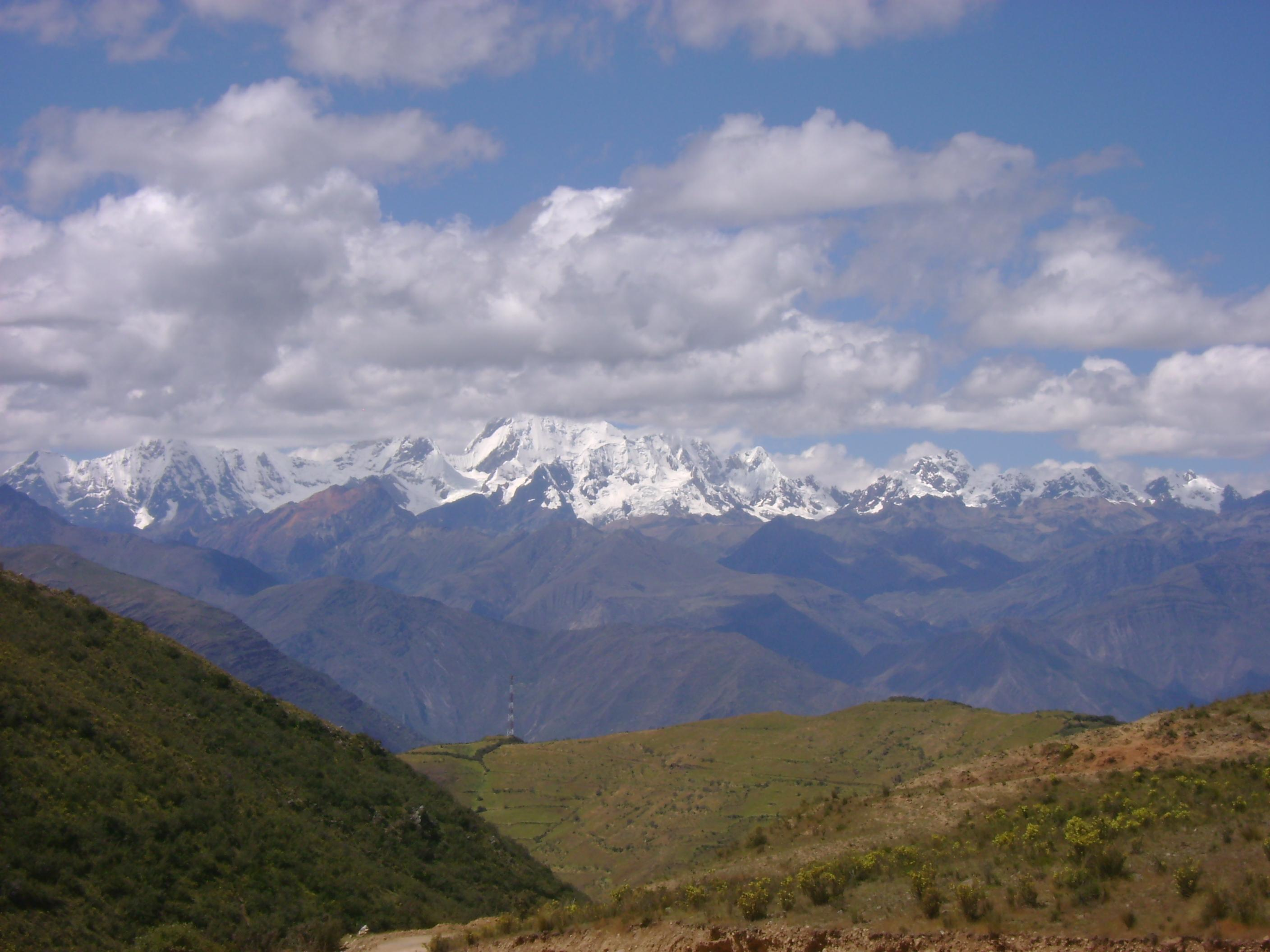

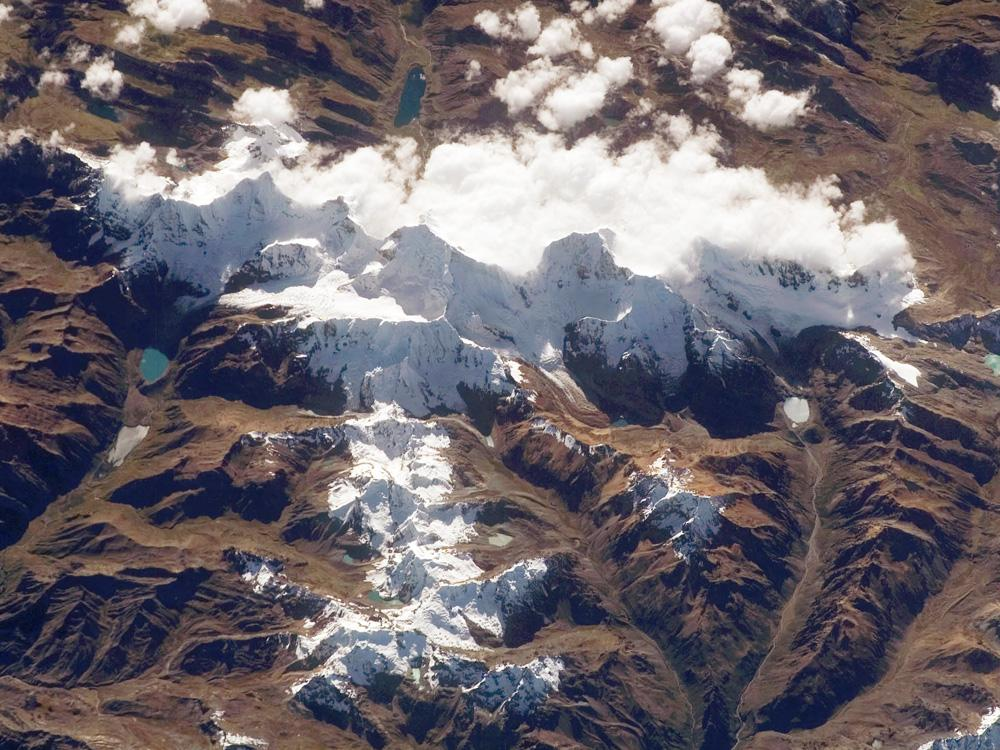

奧基柳山（Auxilio），是秘魯的山峰，位於該國北部安卡什大區的博洛涅西省，屬於安第斯山脈中瓦伊瓦什山脈的一部分，處於耶魯帕哈峰以西和瓦克里什山西南面，海拔高度5,560米。